# 서기 (가수)
서기(2002년 1월 11일 ~ )는 대한민국의 가수이다. 2020년 싱글 앨범 과제로 데뷔했다.

## 학력
- 서울서래초등학교 졸업
- 서울실용음악고등학교 졸업
- 동아방송예술대학교

## 방송
- 싱어게인2 (2021) - Top10
- 2022년 SBS 골 때리는 그녀들 - 고정출연
- 2023년 SBS 런닝맨 - 게스트

## 수상
- 2022년 SBS 연예대상 올해의 티키타카상

## 음반
- 과제 (2020)
- 그 때 (2021)
- 엄마 아빠 (2021)
- Rest (2021)
- 싱어게인2 - 무명가수전 Episode.2 (2021)
- 싱어게인2 - 무명가수전 Episode.6 (2022)
- 싱어게인2 - 무명가수전 Episode.8 (2022)